# Díszes darázscincér
A díszes darázscincér (Chlorophorus varius) a cincérfélék családjába tartozó, Európában, Nyugat-Ázsiában és Észak-Afrikában honos bogárfaj. 

## Megjelenése
A díszes darázscicncér testhossza 0,8-1,4 cm. Teste megnyúlt, viszonylag karcsú. Testét sűrű élénksárga (néha zöldessárga, krémszínű vagy halványszürke) szőrök borítják. Alapszínén széles, fekete keresztsávok húzódnak: egy az előtor közepén, egy-egy a szárnyfedők végén és közepén (ez ívelt), a szárnyfedők tövében pedig egy-egy C alakú fekete rajzolat látszik. Az előtor felül sűrűn ráncolva pontozott, de azt a szőrök eltakarják. Csápjai és lábai barnásfeketék, a lábszárak vége és a lábfejek vörösbarnák. Az előtor keresztcsíkja hiányozhat vagy 2-3 foltra válhat szét. A hímek csápja hosszabb, legalább a szárnyfedők közepéig ér. 

### Hasonló fajok
A Magyarországon jóval ritkább foltos darázscincérrel lehet összetéveszteni. 

## Elterjedése és életmódja
Európában (a Pireneusoktól egészen az Urálig, de északon ritka), Nyugat-Ázsiában Iránig, valamint a Földközi-tenger afrikai partvidékén honos. Magyarországon az alföldeken és dombvidékeken gyakori. 
Meleg alföldi erdőkben, bozótosokban fordul elő. Az imágó májustól augusztusig látható, a tisztásokon, erdőszéleken különféle virágok (cickafark, ernyősvirágúak, rózsafélék) nektárjával és virágporával táplálkozik. Lárvája különféle lomblevelű fák (tölgy, szil, juhar, éger, szelídgesztenye, nyár, eperfa, almafa, körtefa, szilvafa) és cserjék (varjútövis, vadszőlő) faanyagát rágja. A mediterrán és szubtrópusi régiókban a citrusfélék és a mangó kártevője. A párzásra nyár elején kerül sor, majd a nőstény lehetőleg egy sérült, meggyengült fába rakja petéjét. A lárva a kéreg alatt fejlődik 2-3 éven át, ahol hosszú, sokszor elágazó járatokat rág. A faanyagban telel át, majd miután tavasszal befejezi fejlődését, május-júniusban bebábozódik. 

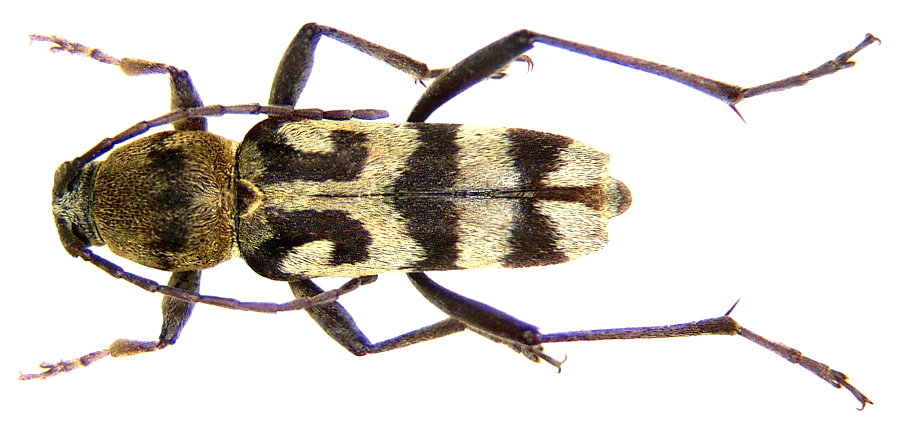
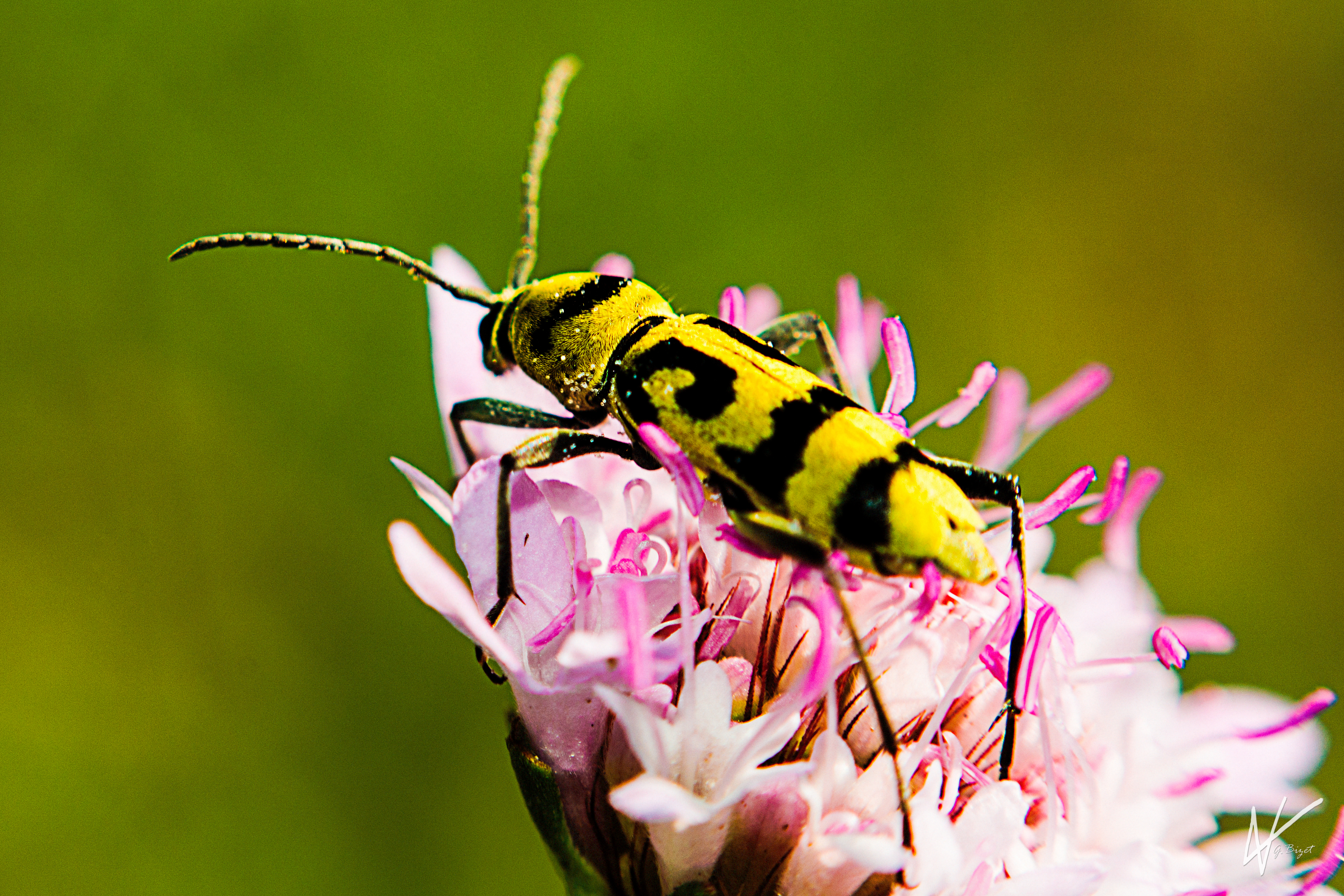
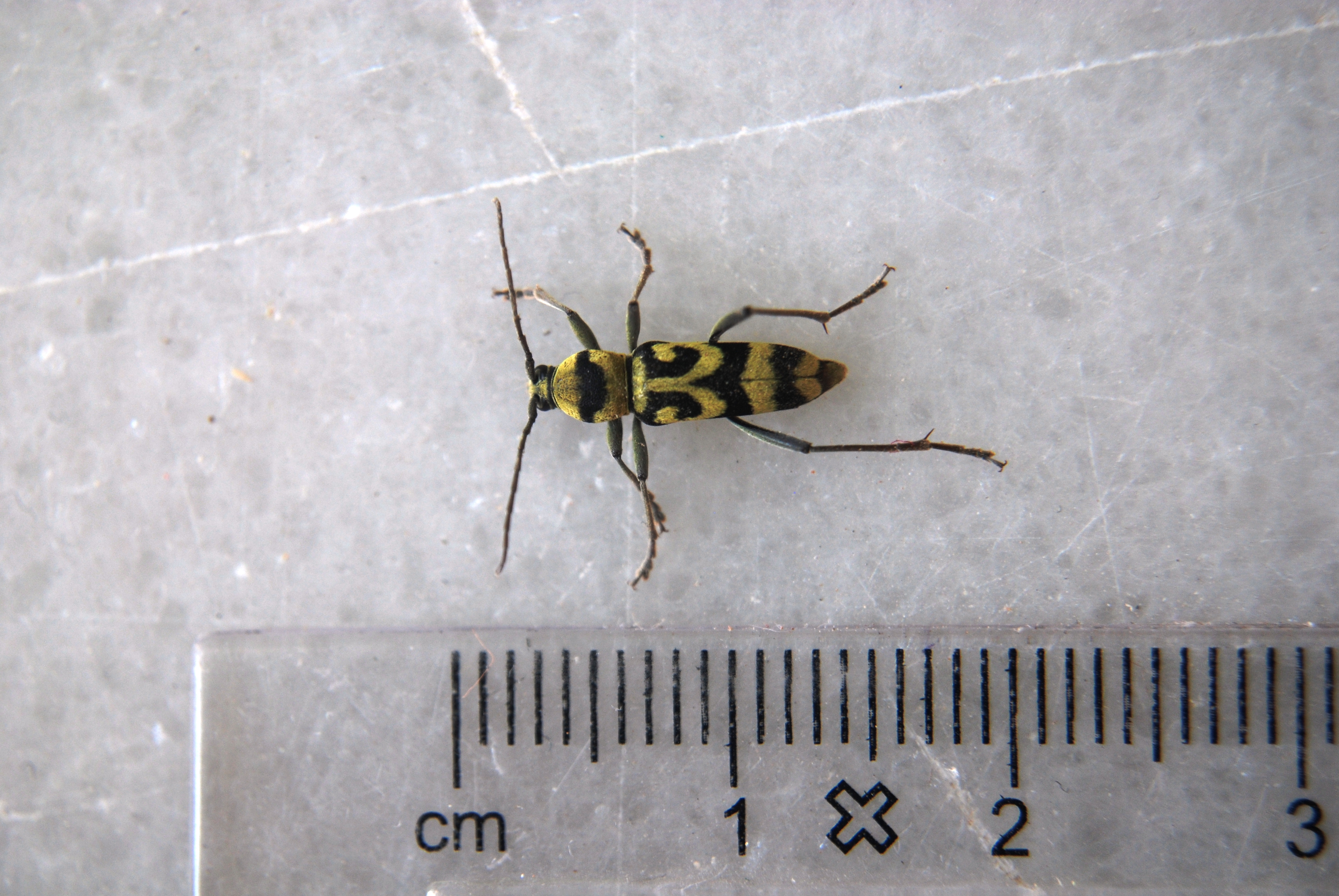
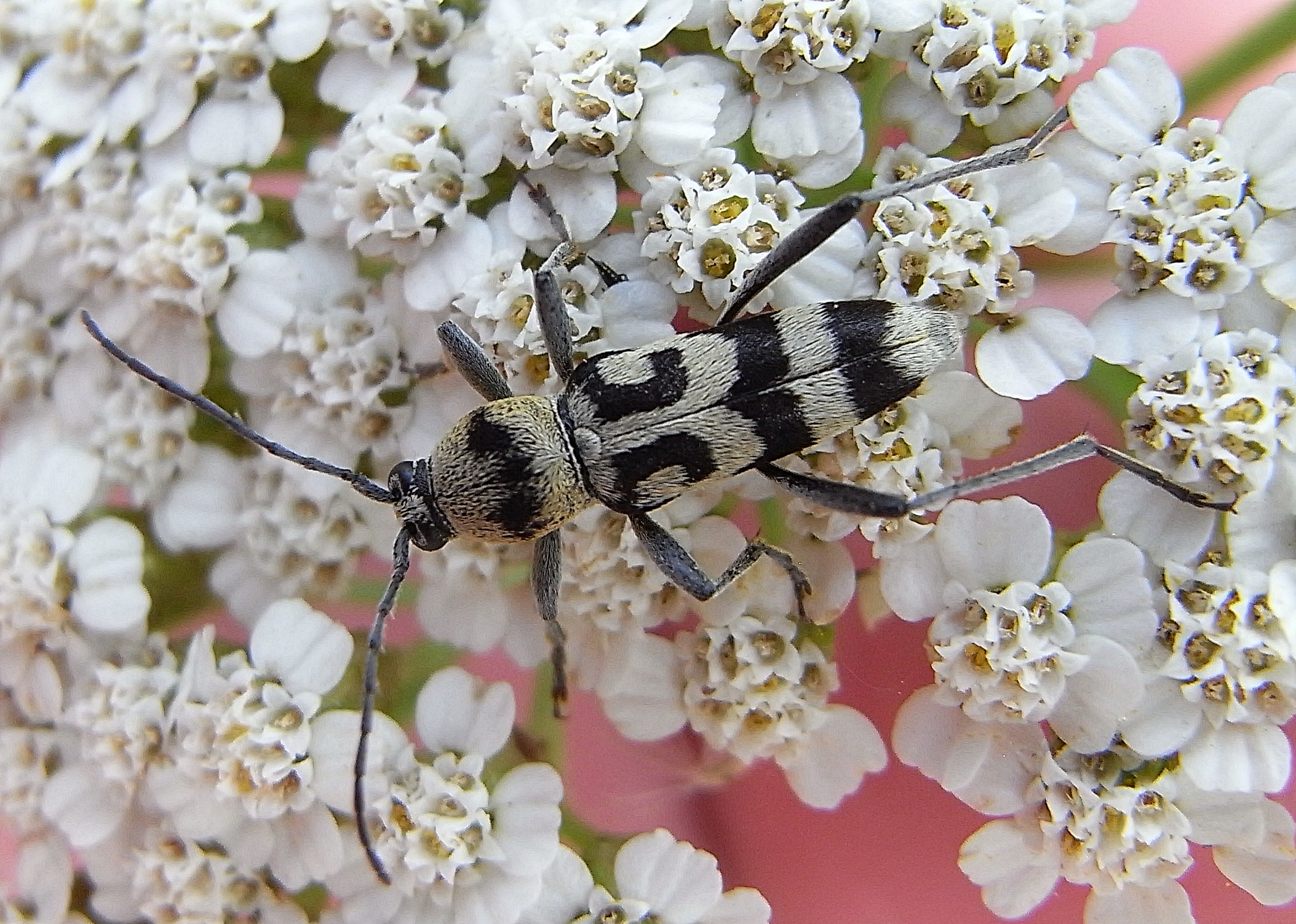
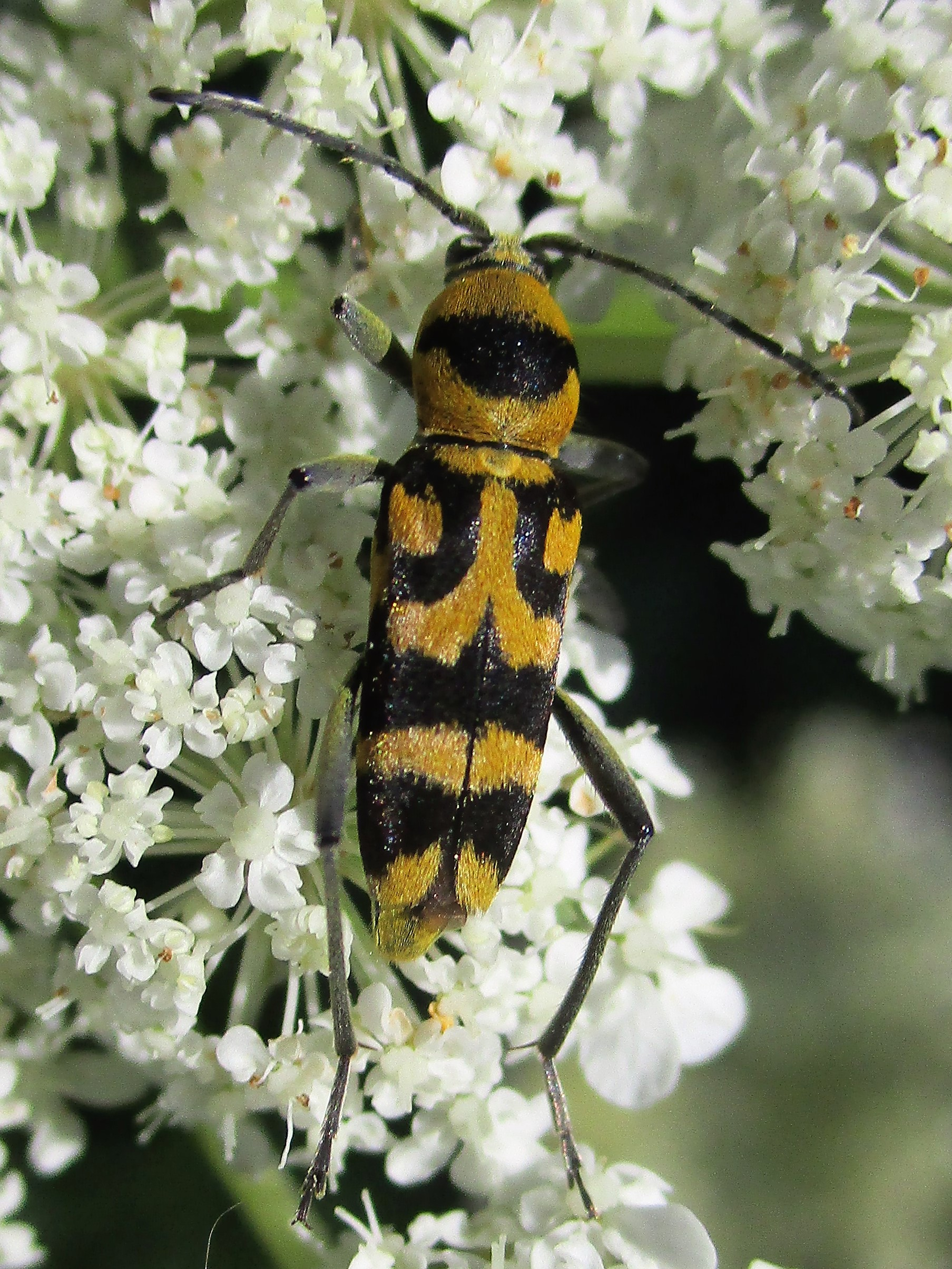

Magyarországon nem védett.